# Solange Oliveira Farkas
Solange Oliveira Farkas (* 1. April 1955 in Feira de Santana) ist eine brasilianische Kunsthistorikerin.

## Leben
Farkas schloss 1979 ihr Studium an der Fakultät für Journalistik der Bundesuniversität von Bahia ab. Zwischen 1976 und 1989 schrieb sie für die Jornada de Cinema de Curta-filmagem da Bahia und für die Kulturredaktionen der Zeitungen A Tarde und Tribuna da Bahia. 1978 zog sie nach São Paulo, wo sie 1983 mit Thomaz Farkas das Festival Videobrasil gründete. 1991 gründete sie die Associação Cultural Videobrasil, um die vom Festival produzierte Werksammlung zu erhalten.
Von 2007 bis 2010 war Farkas Direktorin und Chefkuratorin des Museums für moderne Kunst von Bahia. Farkas ist Mitglied brasilianischer und internationaler Jurys, Gremien und Beiräte. Sie wurde 2004 mit dem „Sergio-Motta-Preis“ (Prêmio Sergio Motta) und 2017 mit der Montblanc de la Culture Arts Patronage ausgezeichnet. 2011 war sie Co-Kuratorin des Filmprogramms der 10. Sharjah-Biennale.